# Collisione aerea di Cincinnati
La collisione aerea di Cincinnati del 1955 avvenne il 12 gennaio 1955, quando il volo Trans World Airlines 694, operato da un Martin 2-0-2 in fase di decollo dall'aeroporto di Boone County (ora Aeroporto Internazionale di Cincinnati-Kentucky Settentrionale) entrò in collisione a mezz'aria con un Douglas DC-3 privato entrato nello spazio di controllo dell'aeroporto senza la dovuta autorizzazione. Nessuno degli occupanti dei due aerei riuscì a salvarsi.

## Gli aerei e gli equipaggi
L'aereo della TWA, pilotato dal capitano J.W. Quinn e dal copilota Robert K. Childress, con la hostess (assistente di volo) Patricia Ann Stermer, era un volo di linea regolare diretto a Dayton, Ohio, in rotta verso Cleveland. A bordo c'erano dieci passeggeri.
Il DC-3 era pilotato da Arthur "Slim" Werkhaven di Sturgis, Michigan, con il copilota Edward Agner di Battle Creek, che era partito da Battle Creek in rotta verso Lexington, Kentucky. Dovevano andare a prendere il signor Fredrick Van Lennep e sua moglie. La signora Van Lennep, precedentemente Frances Dodge, era un funzionario dell'azienda proprietaria dell'aereo e fondò la Dodge Stables alla Meadow Brook Farm, per poi trasferire la Dodge Stables alla Castleton Farm di Lexington. L'aereo avrebbe trasportato i Van Lennep a Delray Beach, in Florida.

## La collisione e l'incidente
Il Martin 2-0-2A era appena decollato dalla pista 22 dell'aeroporto e stava salendo con una svolta a destra attraverso una base delle nubi a 700-900 piedi quando si verificò la collisione intorno alle 9:00. Il DC-3 era in rotta dal Michigan volando secondo le regole del volo a vista diretto all'incirca a sud verso Lexington. L'ala destra del volo 694 colpì l'ala sinistra del DC-3, causando la separazione dell'ala destra del Martin e il DC-3 subì dei danni alla fusoliera, al timone e allo stabilizzatore. In seguito alla collisione, entrambi gli aerei si schiantarono senza controllo, colpendo il suolo a circa due miglia di distanza. Il relitto di uno degli aerei cadde lungo Hebron-Limaburg Road, due miglia a nord-est di Burlington. L'incidente non ha avuto sopravvissuti di nessuno dei due aerei.

## Conseguenze
La torre di controllo, gestita dall'Autorità per l'Aeronautica Civile (CAA), riferì di non avere alcuna registrazione di un piano di volo per nessuno dei due aerei. Un portavoce della CAA disse che i messaggi radio dell'aereo della TWA poco dopo il decollo indicavano che il pilota era "allarmato ed eccitato". Il portavoce aggiunse che il pilota era stato autorizzato al decollo e alla virata a destra.
Successivamente la TWA intentò una causa per danni da 2 milioni di dollari contro la Castleton Corporation del Kentucky.
La causa più probabile è stata l'entrata del DC-3 in una zona controllata con traffico sconosciuto, cioè senza autorizzazione ricevuta e senza comunicazione con la torre dell'aeroporto.